# Karang Sari (Banyuasin II)
Karang Sari is een bestuurslaag in het regentschap Banyuasin van de provincie Zuid-Sumatra, Indonesië. Karang Sari telt 1819 inwoners (volkstelling 2010).